# Фрумосу (комуна)
Фрумосу (рум. Frumosu) — комуна у повіті Сучава в Румунії. До складу комуни входять такі села (дані про населення за 2002 рік):
- Дея (888 осіб)
- Драгоша (427 осіб)
- Фрумосу (2267 осіб)

Комуна розташована на відстані 354 км на північ від Бухареста, 45 км на захід від Сучави.

## Населення
За даними перепису населення 2002 року у комуні проживали 3582 особи.
Національний склад населення комуни:
| Національність | Кількість осіб | Відсоток |
| -------------- | -------------- | -------- |
| румуни         | 3575           | 99,8%    |
| угорці         | 2              | 0,1%     |
| німці          | 2              | 0,1%     |
| українці       | 1              | < 0,1%   |
| поляки         | 1              | < 0,1%   |

Рідною мовою назвали:
| Мова       | Кількість осіб | Відсоток |
| ---------- | -------------- | -------- |
| румунська  | 3579           | 99,9%    |
| українська | 1              | < 0,1%   |
| польська   | 1              | < 0,1%   |

Склад населення комуни за віросповіданням:
| Релігія       | Кількість осіб | Відсоток |
| ------------- | -------------- | -------- |
| православні   | 3564           | 99,5%    |
| п'ятдесятники | 11             | 0,3%     |
| римо-католики | 5              | 0,1%     |
| баптисти      | 1              | < 0,1%   |
| адвентисти    | 1              | < 0,1%   |